# ألكسندر إليس
ألكسندر إليس (بالإنجليزية: Alexander John Ellis) (و. 1814 – 1890 م) هو لغوي، وعالم موسيقى، ومنظر موسيقى، ومختص في الموسيقى العرقية، ورياضياتي من المملكة المتحدة لبريطانيا العظمى وأيرلندا، ولد في لندن، كان عضوًا في الجمعية الملكية، توفي عن عمر يناهز 76 عاماً.

## التعليم
تعلم في مدرسة شروزبري ‏.

## جوائز
حصل على جوائز منها:
- زميل في الجمعية الملكية.

## روابط خارجية
- ألكسندر إليس على موقع ميوزك برينز (الإنجليزية)